# Dragotin Kette
Dragotin Kette [drágotin kéte], slovenski pesnik, * 19. januar 1876, Prem pri Ilirski Bistrici, † 26. april 1899, Ljubljana.

## Življenje
Rojen kot Karel Kette. Oče mu je bil Filip, po rodu iz Vrhnika in je služboval kot učitelj po raznih krajih Notranjske in Vipavske. Mati Ana (roj. Valenčič) je prihajala iz skromne posestniške družine iz okolice Ilirske Bistrice. Ko je bil star dve leti, se je družina preselila na Col pri Vipavi, dve leti kasneje pa v Zagorje na Pivki, kjer mu je za posledicami tuberkuloze umrla mati, zato se je zelo navezal na očeta. V Zagorju je obiskoval prve štiri razrede ljudske šole v enorazrednici. Peti razred je obiskoval v Ljubljani. Pri petnajstih letih je izgubil še očeta (sonet Na otčevem grobu), zato je skrb zanj prevzel materin stric Janez Valenčič. Leta 1888 se je vpisal na gimnazijo, jo po drugem letu zapustil in se jeseni vpisal na očetovo željo na učiteljišče. Stric ga je prenehal denarno podpirati in sledilo je obdobje pomanjkanja. Leta 1893 se je vrnil v gimnazijo, v tretji razred. Postal je član in tajnik literarnega dijaškega društva Zadruga, v katerem so bili tudi Josip Murn, Oton Župančič in Ivan Cankar. Zaradi politične pesmi Naš mesija proti škofu Missiu je bil leta 1893 v štiriurnem priporu. Predaval je o literaturah v drugih jezikih, poučeval je ruščino in prijateljeval z Ivanom Cankarjem. Ker ni plačal šolnine, je bil leta 1895 kot šestošolec izključen iz gimnazije. Preživljal se je z inštrukcijami in novinarstvom.
Jeseni leta 1896 je na pobudo Ivana Resmana odšel v Novo mesto ter opravil sprejemni izpit za sedmi razred gimnazije. Osnoval je podobno društvo kot Zadruga, ki je kmalu razpadlo zaradi strahu pred šolsko oblastjo. Nesrečno se je zaljubil v Angelo Smola, ki mu je navdihnila njegove najlepše ljubezenske verze. Vanjo naj bi se zaljubil v Kapitlju, glavni novomeški cerkvi, ob koncu leta 1897 kot Prešeren v Julijo v trnovski cerkvi (sonet Zakaj sem bil v Kapitlju). Veliko je bral, znanje je dopolnjeval s prebiranjem grških, nemških, rimskih in ruskih pesnikov. Učil se je angleškega, italijanskega, francoskega in ruskega jezika. Objavljal je v Ljubljanskem zvonu, Angelčku in Vrtcu. Maturiral je leta 1898 in odšel v Trst, kjer so ga potrdili pri vojaškem odboru. Tam je kmalu zbolel za tuberkulozo, bil odpuščen iz vojske in se vrnil v Ljubljano, kjer je umrl pri prijatelju Josipu Murnu v Cukrarni.

## Delo
Poznan je po svojih pesmih. V obdobju ustvarjanja v Ljubljani je pisal novoromantično poezijo, ki je bila igriva in hudomušna. Dela, ki so nastala v tem obdobju, so npr. Ah, zapojte, Na blejskem otoku, Popotnica. V Novem mestu se je pesnikov odnos do narave spremenil. Temu je bila kriva neuslišana ljubezen. Opisuje kmetstvo in idilično pokrajino. Dela iz tega obdobja so npr. Na trgu, Lepa roža, Mlinarjeva Hčerka, Dejal je Vlah Elija itd. Po končani maturi odide v Trst, kjer preživi nekaj mesecev. Poezija zato postane bolj čutna in erotična. Dela v tem ustvarjalnem obdobju so npr. Tihe noči, Slovo, Adrija, Moj Bog itn.
Pisal je tudi kratko impresionistično prozo ter dela za otroke (basni, pravljice, otroške pesmi in povesti) v času, ko je moral prekiniti šolanje, ter v zadnjih dveh letih gimnazije v Novem mestu. Njegova najbolj znana pravljica je Šivilja in škarjice (1896). Mladinska dela je objavljal v mladinskih revijah Angelček in Vrtec pod psevdonimom Siluška in v Ljubljanskem zvonu pod psevdonima Mihael Mihajlov ter Zvonoslav. Erotično poezijo je objavljal v Novi Nadi.
Kettejeva mladinska dela so prevedena v češki, hrvaški, madžarski, makedonski, slovaški in srbski jezik (Dětské pohádky , Švelja i škarjice, A varrólány meg a bűvös olló).
Nekatere njegove otroške pesmi so napol lirske: Stankova smrt, Tončkove sanje, Jurček Zidar in Žalostinka. Bil je navezan na naravo, živali in otroke. Za mladino je napisal največ basni bodisi v prozi bodisi v verzih. V teh se norčuje iz človeških napak in poveličuje njihove vrline. V 19. stoletju je bil tretji pomembnejši predstavnik mladinske književnosti za Levstikom in Stritarjem. Vse pravljice, basni in pesmi za otroke so bile prvič zbrane v zbirki z naslovom Basni in pravljice, ki je bila izdana v Celju leta 1990. Izdala jo je Mohorjeva družba.
V času svojega življenja ni ničesar izdal v knjižni obliki. Po njegovi smrti je njegove pesmi uredil Anton Aškerc. Izdal jih je pod naslovom Poezije leta 1900, leta 1907 pa je izšla druga, pregledana izdaja Poezij. Ilustriral jo je Maksim Gaspari. Ostalo poezijo, pesmi in prozo za otroke, kratko prozo in pisma je v obliki Zbranega dela leta 1940 uredil France Koblar.

## Poimenovanja
Po Dragotinu Ketteju se imenujejo ulice v Brežicah, Celju, Divači, Domžalah, Grosuplju (ni ulica, ampak cesta), Ilirski Bistrici, Izoli, Kamniku, Kopru, Ljubljani, Mariboru, Pivki, Postojni, Ptuju, Ribnici, Sežani, Slovenski Bistrici, Šmarju pri Jelšah, na Pragerskem in na Zgornji Polskavi. V Novem mestu se po njem imenuje drevored. Na začetku Kettejevega drevoreda je na hiši, v kateri je ustvarjal in živel med letoma 1897 in 1898, spominska plošča. V  Novem mestu najdemo tudi Kettejev vodnjak s kitico iz pesmi Na trgu in doprsni kip pred Mestno hišo. 
Po njem sta poimenovani dve osnovni šoli, in sicer v Novem mestu in Ilirski Bistrici, ena v Ljubljani po njem in pesniku Murnu (Osnovna šola Ketteja in Murna), Literarni klub v Novem mestu in Moški pevski zbor v Ilirski Bistrici.

## Upodobitve in uglasbitve
Slikarskih upodobitev pesnika je veliko. Slikarji so Ivan Vavpotič,  Avgust Černigoj,  Božidar Jakac,  Vladimir Lamut, Josip Germ in drugi.
Fran Grabjec je Ketteja fotografiral leta 1894. 
Doprsni kip v Novem mestu pred Mestno hišo je ustvaril kipar Jakob Savinšek,  drugi doprsni kip na Premu pa Marjan Keršič.
Ob stoletnici Kettejevega rojstva leta 1976 so izdali poštni žig in ilustracijo na ovitku. Oblikovalec je bil Rastislav Pavlovsky. Drugi priložnostni poštni žig in dotisk poštnega ovitka pa je nastal ob 120-letnici rojstva pesnika, oblikoval ga je Romeo Volk .
Pesmi, ki so uglasbene, so npr. Ptička,  Na poljani, V samotah, Na trgu, Misli, V mlinu, V katedrali, Skozi gozd je šel, Zašlo je žarko solnce, Deček in cvet, Pijanec itn.